# Jean-François Richet
Jean-François Richet (París, 2 de juliol de 1966) és un director, productor de cinema, guionista i editor francès.

## Biografia

### Joventut
Jean-François Richet va créixer als HLM de Meaux, als suburbis de París. Va començar treballant durant diversos anys en una fàbrica, episodi de la seva vida que constituiria la base d'inspiració de les seves pel·lícules. Va aprendre sobre el cinema veient pel·lícules de cineastes russos com Dziga Vertov i, especialment, Serguei Eisenstein.
État des lieux, la seva primera pel·lícula, va ser seleccionada en diversos festivals (Avoriaz, Nova York) nominada al César a la millor primera pel·lícula a la 21a cerimònia dels Premis César.
El 1997, va dirigir Ma 6-T va crack-er, que és una representació del malestar dels suburbis amb el teló de fons de les guerra de bandes.
Després de fer tres pel·lícules a França, va provar l'aventura americana. John Carpenter li dóna els drets de la seva pel·lícula Assalt a la comissaria del districte 13 estrenada el 1976 als Estats Units. Richet va fer un remake el 2005, Assaut sur le central 13.

### Consagració i retorn
Jean-François Richet aborda una pel·lícula biogràfica sobre Jacques Mesrine, declarat "enemic públic nº 1" a França als anys 1970. Vincent Cassel fa el paper principal en aquest díptic estrenat el 2008:  L'Instinct de mort i L'Ennemi public n° 1. Va guanyar el César al millor director el 2009.
Tanmateix, no segueix cap altre projecte. El març de 2011, Rémi Gaillard va anunciar a Europa 1 que Jean-François Richet serà el productor del seu primer llargmetratge. El projecte es tornarà a esmentar el 2014, essent Richet a l'origen de la idea original però no es concretarà pas.
Després d'una llarga absència dels platós, el director va canviar de gènere: va rodar la comèdia dramàtica Un moment d'égarement, un remake de la pel·lícula homònima de Claude Berri estrenada el 1977. En aquesta pel·lícula, que es va estrenar el 2015, es retroba amb Vincent Cassel. Continua amb la coproducció franco-americana Blood Father, que marca el gran retorn de l'estrella de Hollywood Mel Gibson. La pel·lícula es presenta en una projecció a mitjanit al 69è Festival Internacional de Cinema de Canes.
Després es va reunir amb Vincent Cassel per a L'Empereur de Paris, en què l'actor interpretava a Eugène-François Vidocq. Després va rodar El pilot, una pel·lícula d'acció britànica-norteamericana amb Gerard Butler estrenada el 2023.
A finals de 2023, s'anuncia que dirigirà la seqüela de Màxim risc on dirigirà Sylvester Stallone. Finalment, el projecte serà substituït per un 'reboot' amb un altre director. Finalment va filmar Mutiny amb Jason Statham i Annabelle Wallis el rodatge dels quals comença el setembre de 2024.

## Filmografia
- 1995 : État des lieux
- 1997 : Ma 6-T va crack-er
- 2001 : De l'amour
- 2005 : Assaut sur le central 13
- 2008 : L'Instinct de mort
- 2008 : L'Ennemi public n° 1
- 2015 : Un moment d'égarement
- 2016 : Blood Father
- 2018 : L'Empereur de Paris
- 2023 : El pilot (Plane)
- 2025 : Mutiny

## Distincions
- Premi Cyril Collard de 1996 per État des lieux
- Globe de cristal  2008: Millor pel·lícula per L'Ennemi public n° 1
- 34a cerimònia dels Premis César : César al millor director pel díptic L'Instinct de mort / L'Ennemi public n° 1